# Hylacola cauta
A Hylacola cauta a madarak osztályának verébalakúak (Passeriformes) rendjébe és az ausztrálposzáta-félék (Acanthizidae) családjába tartozó faj.

## Rendszerezése
A fajt John Gould angol ornitológus írta le 1843-ban. Jelenlegi besorolása vitatott, egyes szervezetek átsorolták a Calamanthus nembe Calamanthus cautus néven. A családot egyes szervezetek a gyémántmadárfélék (Pardalotidae) családjának, Acanthizinae alcsaládjáként sorolják be.

## Alfajai
- Hylacola cautus cautus (Gould, 1843)
- Hylacola cautus halmaturinus (Mathews, 1912)
- Hylacola cautus macrorhynchus Schodde & I. J. Mason, 1999
- Hylacola cautus whitlocki (Mathews, 1912)[3]

## Előfordulása
Ausztrália déli részén honos. Természetes élőhelyei a szubtrópusi, trópusi és mediterrán típusú cserjések és száraz szavannák.

## Megjelenése
Testhossza 11,5-14 centiméter, testtömege 15 gramm.

## Életmódja
Rovarokkal, pókokkal és magvakkal táplálkozik.

## Természetvédelmi helyzete
Az elterjedési területe nagyon nagy, egyedszáma viszont csökken, de még nem éri el a kritikus szintet. A Természetvédelmi Világszövetség Vörös listáján nem fenyegetett fajként szerepel.